# Phasmotaenia laeviceps
Phasmotaenia laeviceps är en insektsart som först beskrevs av Frank H.Hennemann och Oskar V.Conle 2006.  Phasmotaenia laeviceps ingår i släktet Phasmotaenia och familjen Phasmatidae. Inga underarter finns listade i Catalogue of Life.